# Paul Morphy
Paul Charles Morphy (22 tháng 6 năm 1837 – 10 tháng 7 năm 1884) là một kỳ thủ cờ vua người Mỹ. 
Ông được coi là bậc thầy cờ vua vĩ đại nhất trong thời đại của ông và là vô địch cờ vua thế giới không chính thức. Morphy là một thần đồng cờ vua. 
Ông được gọi là "Niềm tự hào và nỗi buồn của cờ vua" bởi vì ông đã có một sự nghiệp cờ vua ngắn gọn và huy hoàng, nhưng đã nghỉ chơi cờ trong khi vẫn còn trẻ. Bobby Fischer đưa ông vào danh sách mười kỳ thủ vĩ đại nhất của mọi thời đại, và mô tả ông "có lẽ là kỳ thủ chơi chính xác nhất đã từng sống".

## Kết quả
Sau đây là kết quả thi đấu của Morphy tại các trận đấu chính thức và không chính thức (không có chấp quân):
- + thắng; − thua; = hòa

| Thời gian | Đối thủ                                       | Kết quả | Địa điểm    | Score    | Score      | Notes                                |
| --------- | --------------------------------------------- | ------- | ----------- | -------- | ---------- | ------------------------------------ |
| 1849−1850 | Eugène Rousseau                               | Thắng   | New Orleans | c. 45/50 | c. +45−5=0 | không chính thức                     |
| 1849-1864 | James McConnell                               | Thắng   | New Orleans | c. 8/8   | +8−0=0     | có thể là không chính thức           |
| 1850      | Johann Löwenthal                              | Thắng   | New Orleans | 2½/3     | +2−0=1     | không chính thức                     |
| 1855      | Alexander Beaufort Meek                       | Thắng   | Mobile, AL  | 6/6      | +6−0=0     | không chính thức                     |
| 1855      | A.D. Ayers                                    | Thắng   | Mobile, AL  | 2/2      | +2−0=0     | không chính thức                     |
| 1857      | Alexander Beaufort Meek                       | Thắng   | New Orleans | 4/4      | +4−0=0     | không chính thức                     |
| 1857      | James Thompson                                | Thắng   | New York    | 3/3      | +3−0=0     | 1st American Chess Congress, elim.   |
| 1857      | Alexander Beaufort Meek                       | Thắng   | New York    | 3/3      | +3−0=0     | 1st American Chess Congress, q-final |
| 1857      | Theodor Lichtenhein                           | Thắng   | New York    | 3½/4     | +3−0=1     | 1st American Chess Congress, s-final |
| 1857      | Louis Paulsen                                 | Thắng   | New York    | 6/8      | +5−1=2     | 1st American Chess Congress, final   |
| 1857      | Louis Paulsen                                 | Thắng   | New York    | 3½/4     | +3−0=1     | không chính thức                     |
| 1857      | Theodor Lichtenhein                           | Thắng   | New York    | 2/3      | +1−0=2     | không chính thức                     |
| 1857      | Alexander Beaufort Meek                       | Thắng   | New York    | 2/2      | +2−0=0     | không chính thức                     |
| 1857      | Daniel Fiske                                  | Thắng   | New York    | 3/3      | +3−0=0     | không chính thức                     |
| 1857      | Napoleon Marache                              | Thắng   | New York    | 3/3      | +3−0=0     | không chính thức                     |
| 1857      | Samuel Calthrop                               | Thắng   | New York    | 1/1      | +1−0=0     | không chính thức                     |
| 1857      | Lewis Elkin                                   | Thắng   | New York    | 1/1      | +1−0=0     | không chính thức                     |
| 1857      | William James Appleton Fuller                 | Thắng   | New York    | 2/2      | +2−0=0     | không chính thức                     |
| 1857      | Hiram Kennicott                               | Thắng   | New York    | 1/1      | +1−0=0     | không chính thức                     |
| 1857      | Charles Mead                                  | Thắng   | New York    | 1/1      | +1−0=0     | không chính thức                     |
| 1857      | Hardman Montgomery                            | Thắng   | New York    | 1/1      | +1−0=0     | không chính thức                     |
| 1857      | David Parry                                   | Thắng   | New York    | 1/1      | +1−0=0     | không chính thức                     |
| 1857      | Frederic Perrin                               | Thắng   | New York    | 2/3      | +1−0=2     | không chính thức                     |
| 1857      | Benjamin Raphael                              | Thắng   | New York    | 1/1      | +1−0=0     | không chính thức                     |
| 1857      | James Thompson                                | Thắng   | New York    | 5/5      | +5−0=0     | không chính thức                     |
| 1857      | George Hammond                                | Thắng   | New York    | 15/16    | +15−1=0    | không chính thức                     |
| 1857      | John William Schulten                         | Thắng   | New York    | 23/24    | +23−1=0    | không chính thức                     |
| 1857      | Charles Henry Stanley                         | Thắng   | New York    | 12/13    | +12−1=0    | không chính thức                     |
| 1857      | Daniel Fiske, W.J.A. Fuller, Frederick Perrin | Thua    | Hoboken, NJ | 0/1      | +0−1=0     | không chính thức                     |
| 1858      | Thomas Barnes                                 | Thắng   | London      | 19½/27   | +19−7=1    | không chính thức                     |
| 1858      | Samuel Boden                                  | Thắng   | London      | 7½/10    | +6−1=3     | không chính thức                     |
| 1858      | Henry Edward Bird                             | Thắng   | London      | 10½/12   | +10−1=1    | không chính thức                     |
| 1858      | Edward Löwe                                   | Thắng   | London      | 6/6      | +6−0=0     | không chính thức                     |
| 1858      | Thomas Hampton                                | Thắng   | London      | 2/2      | +2−0=0     | không chính thức                     |
| 1858      | George Webb Medley                            | Thắng   | London      | 3/4      | +3−1=0     | không chính thức                     |
| 1858      | John Owen                                     | Thắng   | London      | 4/5      | +4−1=0     | không chính thức                     |
| 1858      | Johann Löwenthal                              | Thắng   | London      | 10/14    | +9−3=2     | match                                |
| 1858      | Augustus Mongredien                           | Thắng   | London      | 2/2      | +2−0=0     | không chính thức                     |
| 1858      | Frederic Deacon                               | Hòa     | London      | 1/2      | +1−1=0     | không chính thức                     |
| 1858      | James Kipping                                 | Thắng   | Birmingham  | 2/2      | +2−0=0     | không chính thức                     |
| 1858      | Henri Baucher                                 | Thắng   | Paris       | 2/2      | +2−0=0     | không chính thức                     |
| 1858      | Paul Journoud                                 | Thắng   | Paris       | 12/12    | +12−0=0    | không chính thức                     |
| 1858      | H. Laroche                                    | Thắng   | Paris       | 6/7      | +5−0=2     | không chính thức                     |
| 1858      | M. Chamouillet                                | Thắng   | Versailles  | 1/1      | +1−0=0     | không chính thức                     |
| 1858      | Pierre Charles Fournier de Saint-Amant        | Thắng   | Paris       | 1/1      | +1−0=0     | không chính thức                     |
| 1858      | Jules Arnous de Rivière, Paul Journoud        | Thua    | Paris       | 0/1      | +0−1=0     | không chính thức                     |
| 1858      | Jules Arnous de Rivière                       | Thắng   | Paris       | 6½/8     | +6−1=1     | không chính thức                     |
| 1858      | Daniel Harrwitz                               | Thắng   | Paris       | 5½/8     | +5−2=1     | match                                |
| 1858      | Adolf Anderssen                               | Thắng   | Paris       | 8/11     | +7−2=2     | match                                |
| 1858      | Adolf Anderssen                               | Thắng   | Paris       | 5/6      | +5−1=0     | không chính thức                     |
| 1859      | Augustus Mongredien                           | Thắng   | Paris       | 7½/8     | +7−0=1     | match                                |
| 1859      | Wincenty Budzyński                            | Thắng   | Paris       | 7/7      | +7−0=0     | không chính thức                     |
| 1859      | A. Bousserolles                               | Thắng   | Paris       | 1/1      | +1−0=0     | không chính thức                     |
| 1859      | F. Schrufer                                   | Thắng   | Paris       | 1/1      | +1−0=0     | không chính thức                     |
| 1859      | Johann Löwenthal                              | Hòa     | London      | 2/4      | +1−1=2     | match                                |
| 1859      | George Hammond                                | Thắng   | Boston      | 1/1      | +1−0=0     | không chính thức                     |
| 1862      | Félix Sicre                                   | Thắng   | Havana      | 2/2      | +2−0=0     | không chính thức                     |
| 1863      | Augustus Mongredien                           | Thắng   | Paris       | 1/1      | +1−0=0     | không chính thức                     |
| 1863      | Jules Arnous de Rivière                       | Thắng   | Paris       | 9/12     | +9−3=0     | match                                |